# Swainsona microcalyx
Swainsona microcalyx är en ärtväxtart som beskrevs av John McConnell Black. Swainsona microcalyx ingår i släktet Swainsona och familjen ärtväxter.

## Underarter
Arten delas in i följande underarter:
- S. m. adenophylla
- S. m. microcalyx